# Shell Lake (Wisconsin)
Shell Lake ist eine Kleinstadt (mit dem Status „City“) und Verwaltungssitz des Washburn County im US-amerikanischen Bundesstaat Wisconsin. Im Jahr 2010 hatte Shell Lake 1347 Einwohner.

## Geographie
Shell Lake liegt im Nordwesten Wisconsins rings um den gleichnamigen See. Die Grenze zu Minnesota verläuft rund 60 km westlich.
Die geographischen Koordinaten von Shell Lake sind 45°44′22″ nördlicher Breite und 91°55′32″ westlicher Länge. Das Stadtgebiet erstreckt sich über eine Fläche von 26,42 km2, die sich auf 15,05 km2 Land- und 11,37 km2 Wasserfläche verteilen.
Die Nachbarorte von Shell Lake sind Spooner (10 km nordnordöstlich), Beaver Brook (7,5 km ostnordöstlich), Sarona (13 km ostsüdöstlich), Haugen (25 km südöstlich) und Cumberland (26 km südsüdwestlich).
Die nächstgelegenen größeren Städte sind Duluth am Oberen See in Minnesota (131 km nördlich), Wausau (262 km ostsüdöstlich), Green Bay am Michigansee (411 km in der gleichen Richtung), Wisconsins Hauptstadt Madison (410 km südöstlich), Eau Claire (129 km südsüdwestlich) und die Twin Cities (Minneapolis und Saint Paul) in Minnesota (157 km südwestlich).

## Verkehr
Der U.S. Highway 63 verläuft in Nord-Süd-Richtung als Hauptstraße durch Shell Lake. Alle weiteren Straßen sind untergeordnete Landstraßen, teils unbefestigte Fahrwege sowie innerörtliche Verbindungsstraßen.
Mit dem Shell Lake Municipal Airport befindet sich südlich des Stadtzentrums ein kleiner Flugplatz. Die nächsten Verkehrsflughäfen sind der Duluth International Airport (140 km nördlich), der Chippewa Valley Regional Airport in Eau Claire (124 km südsüdwestlich) und der Minneapolis-Saint Paul International Airport (177 km südwestlich).

## Bevölkerung
Nach der Volkszählung im Jahr 2010 lebten in Shell Lake 1347 Menschen in 594 Haushalten. Die Bevölkerungsdichte betrug 89,5 Einwohner pro Quadratkilometer. In den 594 Haushalten lebten statistisch je 2,16 Personen.
Ethnisch betrachtet setzte sich die Bevölkerung zusammen aus 97,7 Prozent Weißen, 0,1 Prozent Afroamerikanern, 1,2 Prozent amerikanischen Ureinwohnern, 0,3 Prozent Asiaten sowie 0,1 Prozent aus anderen ethnischen Gruppen; 0,5 Prozent stammten von zwei oder mehr Ethnien ab. Unabhängig von der ethnischen Zugehörigkeit waren 0,6 Prozent der Bevölkerung spanischer oder lateinamerikanischer Abstammung.
22,0 Prozent der Bevölkerung waren unter 18 Jahre alt, 51,1 Prozent waren zwischen 18 und 64 und 26,9 Prozent waren 65 Jahre oder älter. 55,2 Prozent der Bevölkerung waren weiblich.
Das mittlere jährliche Einkommen eines Haushalts lag bei 38.947 USD. Das Pro-Kopf-Einkommen betrug 25.651 USD. 20,7 Prozent der Einwohner lebten unterhalb der Armutsgrenze.